# Maestà de Cortone
La Majesté de Cortone est un tableau peint sur panneau à la détrempe (126 x 83 cm) de Pietro Lorenzetti, daté de 1315 à 1320 environ et conservé au Musée diocésain de Cortone. Il est signé le long du bord inférieur. 

## Histoire, description et style
L’œuvre, autrefois conservée dans le Dôme de Cortone, est stylistiquement proche de la Vierge trônant avec l'Enfant parmi huit anges (it) (1340), mais certains détails apparaissent ici plus archaïques. 
La Vierge avec l'Enfant est présentée en majesté, c'est-à-dire sur un trône, entourée de quatre anges répartis en deux paires symétriques sur les côtés. Le trône, dont la texture imite le marbre, est large et disposé selon une perspective centrale intuitive, caractéristique des recherches spatiales de ces années. L'artiste s'est concentré sur le rendu de la lumière, qui éclaire les différents éléments en relief différemment selon l'endroit où ils se trouvent. L'accoudoir gauche, par exemple, est placé en grande partie dans l'ombre, tandis que celui de droite est illuminé. 

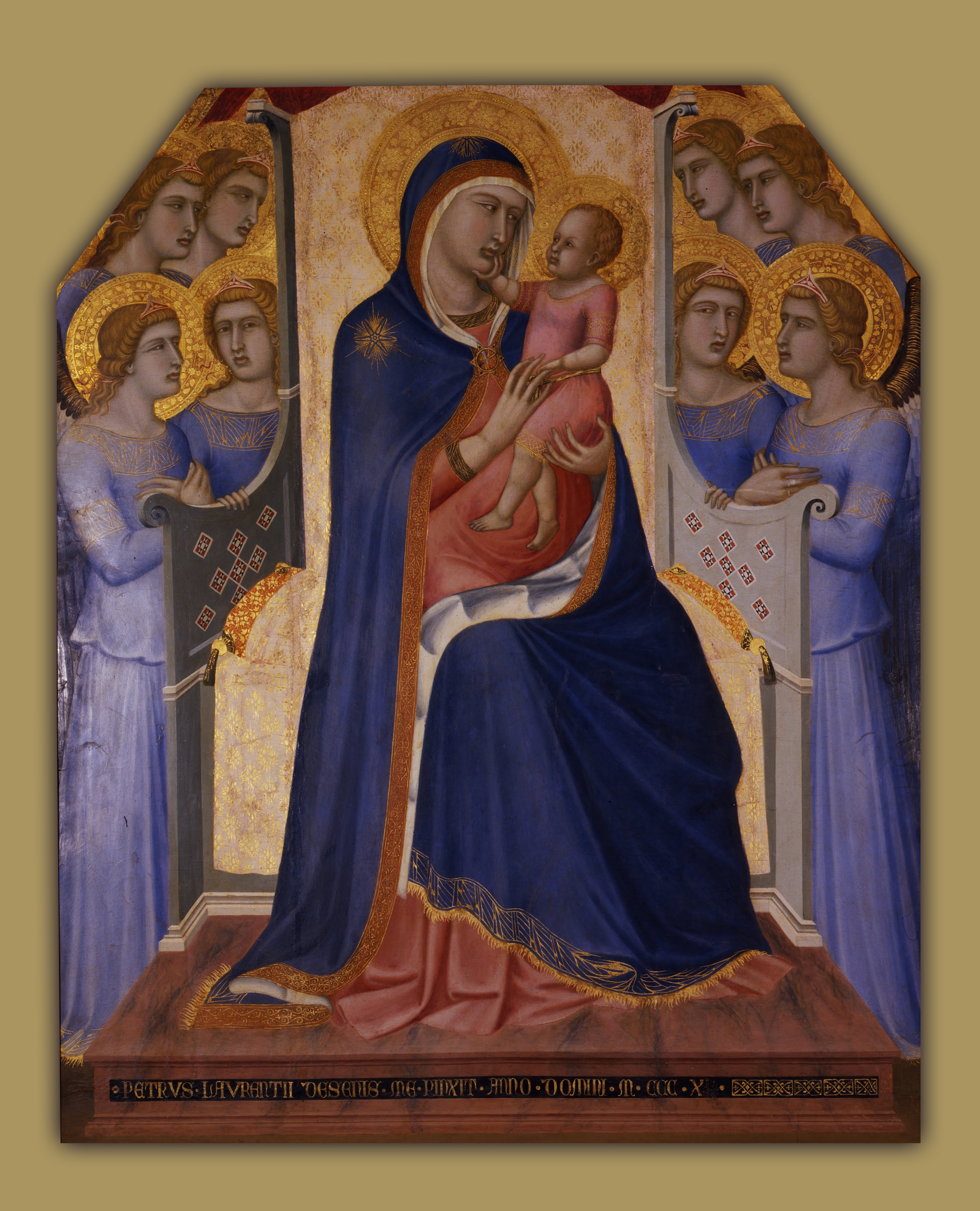
La Vierge trônant avec l'Enfant parmi huit anges de Pietro Lorenzetti (Offices)

Entre la mère et l'enfant s'instaure une conversation amoureuse soulignée par le contact visuel et physique : l'enfant pose sa petite main sur l'épaule de la Vierge et celle-ci, avec ses doigts longs et effilés, le soutient et lui caresse la poitrine. 
Le manteau de Marie, au volume bleu compact, ondule le long du bord doré, dévoilant une petite partie de la doublure en fourrure et créant un rythme linéaire élégant, de la gauche vers la droite. 
Disposés de manière symétrique, les anges sont peints en retournant le même carton, avec de légères différences, selon un procédé courant à l'époque.